# Ironman Malaysia
Der Ironman Malaysia ist eine seit 2000 meistens jährlich stattfindende Triathlon-Veranstaltung über die Ironman-Distanz (3,86 km Schwimmen, 180,2 km Radfahren und 42,195 km Laufen) im malaysischen Langkawi.

## Organisation
Er ist Teil der Ironman-Weltserie der World Triathlon Corporation und war für einige Jahre der erste Wettkampf der Saison. Die Teilnehmer haben die Möglichkeit, sich hier für einen Startplatz beim Ironman Hawaii zu qualifizieren.
Der erste Ironman Malaysia fand im Jahre 2000 mit nur etwa 100 Teilnehmern statt. Beliebt ist der Ironman Malaysia nicht nur bei Asiaten, da das Renn-Niveau vergleichbar niedrig zu Europa ist. Zu kämpfen haben die Athleten immer wieder mit der Hitze und hohen Luftfeuchtigkeit beim Rennen auf der Insel vor der Nordwestküste Malaysias.

Über 200 Helfer versorgten die Athleten im Jahr 2005 und insgesamt waren entlang der Strecke etwa 20.000 Zuschauer anwesend. Dadurch ist diese Ironman-Veranstaltung eine nicht unwichtige Einnahmequelle für die Tourismusbetriebe der Insel Langkawi geworden.

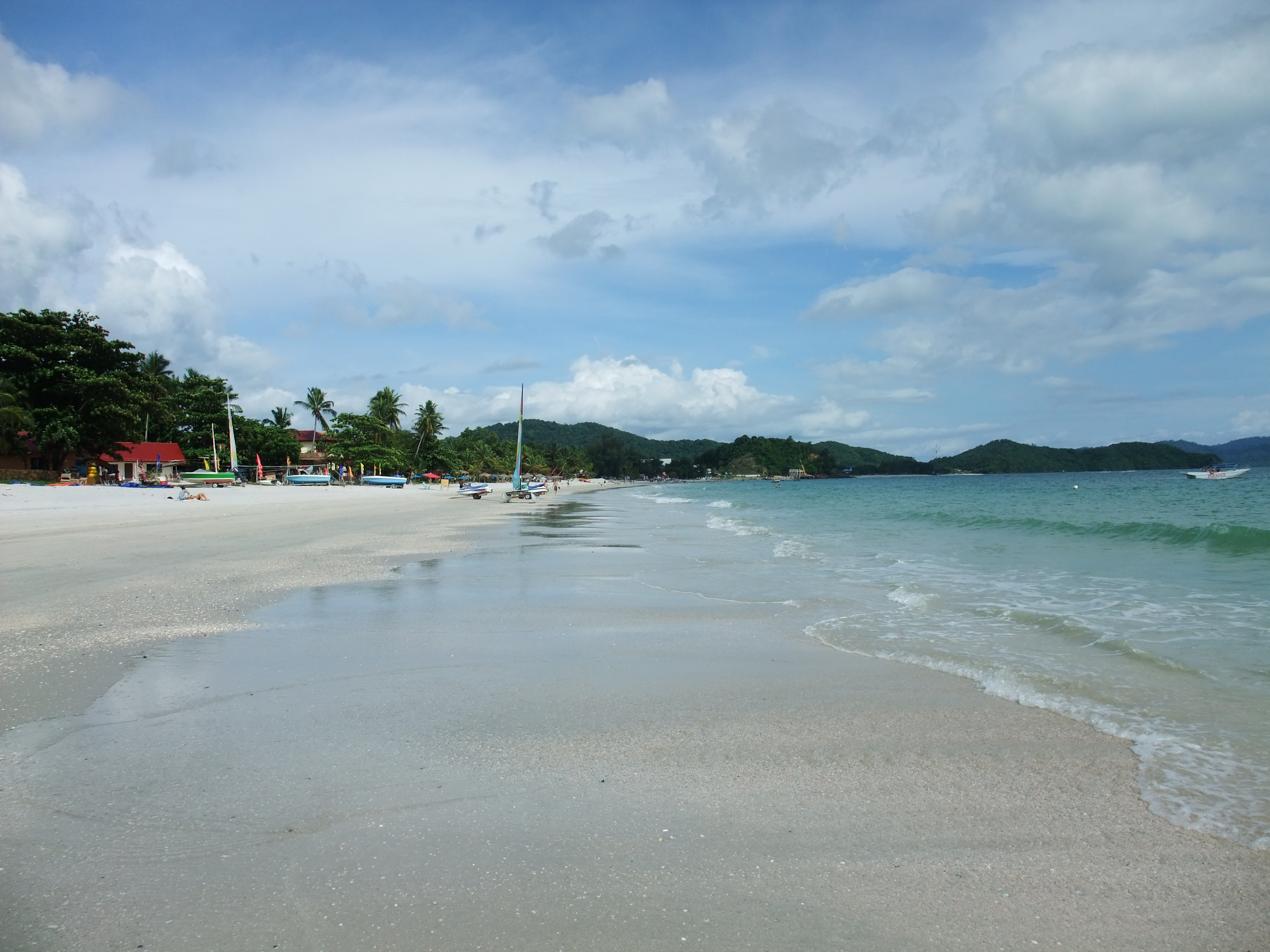
Langkawi bei Pantai Cenang

2010 wurde der Ironman Malaysia das zehnte Mal durchgeführt. In den Jahren 2011 bis 2013 fand das Event nicht statt und 2014 wurde am 27. September wieder der Ironman Malaysia ausgetragen. Für 2015 wurde die zwölfte Austragung noch weiter nach hinten auf den November verlegt. 2020 und 2021 wurde die Veranstaltung aufgrund der Corona-Pandemie abgesagt. 2022 und 2023 waren hier keine Profi-Athleten am Start.

### Streckenverlauf
- Die Schwimmetappe verläuft über eine Runde in der Bucht des Hauptortes der Insel Kuah – unterhalb des Wahrzeichens von Langkawi, einer imposanten Seeadler-Statue.
- Darauf folgt die Radstrecke über einen zweimal zu bewältigenden Rundkurs.
- Die abschließende Marathonstrecke geht über zwei Runden.[3]

### Streckenrekorde
Der Streckenrekord wird seit 2017 mit 9:19:00 h von der Deutschen Diana Riesler gehalten und bei den Männern seit der 17. Austragung 2019 vom Spanier Javier Gómez Noya mit 8:18:59 h.

## Siegerliste
| N ° | Datum/Jahr    | Männer                 | Männer                      | Männer                        | Frauen                 | Frauen               | Frauen             |
| N ° | Datum/Jahr    | Erster Platz           | Zweiter Platz               | Dritter Platz                 | Erster Platz           | Zweiter Platz        | Dritter Platz      |
| --- | ------------- | ---------------------- | --------------------------- | ----------------------------- | ---------------------- | -------------------- | ------------------ |
| 21  | 1. Nov. 2025  |                        |                             |                               |                        |                      |                    |
| 20  | 12. Okt. 2024 | Fernando Toldi         | Tim Van Berkel              | Andreas Dreitz                | Regan Hollioake        | Katie Remond         | Federica De Nicola |
| 19  | 7. Okt. 2023  | Toma Alexandru         | Juan Antonio Gomez Gonzalez | Sang Whan Oh                  | Satowa Ota             | Crystal Pei Qi Ng    | Ruiwen Xie         |
| 18  | 5. Nov. 2022  | Andy Wibowo            | 雅之 藤井                   | Christopher Mascarenhas Keyes | April Rice             | Kimiko Uji           | 花枝 林本          |
| 17  | 26. Okt. 2019 | Javier Gómez Noya (SR) | Philipp Koutny              | Thiago Vinhal                 | Tessa Kortekaas        | Naomi Washitsu       | Simona Křivánková  |
| 16  | 17. Nov. 2018 | Danylo Sapunow         | Kaito Tohara                | Urs Müller                    | Mareen Hufe            | Simona Křivánková    | Federica de Nicola |
| 15  | 11. Nov. 2017 | Romain Guillaume       | Jens Petersen-Bach          | Roman Deisenhofer             | Diana Riesler -4- (SR) | Mareen Hufe          | Manon Genêt        |
| 14  | 12. Nov. 2016 | Fredrik Croneborg      | Thiago Vinhal               | Kaito Tohara                  | Diana Riesler -3-      | Mareen Hufe          | Laura Siddall      |
| 13  | 14. Nov. 2015 | Mike Aigroz            | Fredrik Croneborg           | Harry Wiltshire               | Diana Riesler -2-      | Gurutze Frades       | Natascha Badmann   |
| 12  | 27. Sep. 2014 | Patrik Nilsson         | Fredrik Croneborg           | Karol Dzalaj                  | Diana Riesler          | Keiko Tanaka         | Duke Dimity-Lee    |
| 11  | 27. Feb. 2010 | Marino Vanhoenacker    | Hiroyuki Nishiuchi          | Romain Guillaume              | Belinda Granger -3-    | Edith Niederfriniger | Hillary Biscay     |
| 10  | 28. Feb. 2009 | Luke Jarrod McKenzie   | Bryan Rhodes                | Brian Fuller                  | Belinda Granger -2-    | Nicole Leder         | Maki Nishiuchi     |
| 09  | 23. Feb. 2008 | Faris Al-Sultan        | Petr Vabroušek              | Elmar Schuberth               | Belinda Granger        | Yvonne van Vlerken   | Yasuko Miyazaki    |
| 08  | 28. Feb. 2007 | Xavier Le Floch        | Andrew Johns                | Mitch Dean                    | Nicole Leder           | Alison Fitch         | Yoko Hori          |
| 07  | 26. Feb. 2006 | Jason Shortis          | Chris Lieto                 | Bryan Rhodes                  | Sonja Tajsich          | Zsuzsanna Harsányi   | Charlotte Paul     |
| 06  | 27. Feb. 2005 | Courtney Ogden         | Petr Vabroušek              | Jan Strangmuller              | Belinda Halloran -2-   | Yasuko Miyazaki      | Sharon Hallahan    |
| 05  | 26. Feb. 2004 | Luc van Lierde -2-     | Jason Shortis               | Petr Vabroušek                | Marylyn MacDonalds     | Yasuko Miyazaki      | Cailla Patterson   |
| 04  | 23. Feb. 2003 | Luc van Lierde         | Marino Vanhoenacker         | Yoshinori Tamura              | Gillian Bakker         | Belinda Granger      | Susan Peter        |
| 03  | 27. Jan. 2002 | Bryan Rhodes -2-       | Jason Shortis               | Lothar Leder                  | Danielle Florens       | Yasuko Miyazaki      | Ryoko Imai         |
| 02  | 31. Jan. 2001 | Bryan Rhodes           | Lothar Leder                | Raynard Tissink               | Belinda Halloran       | Natascha Badmann     | Susan Peter        |
| 01  | Mai 2000      | Kaoru Matsuda          |                             |                               | Susan Peter            |                      |                    |